# Poecilochaetus bifurcatus
Poecilochaetus bifurcatus är en ringmaskart som beskrevs av Imajima 1989. Poecilochaetus bifurcatus ingår i släktet Poecilochaetus och familjen Poecilochaetidae. Inga underarter finns listade i Catalogue of Life.